# The Seeding
The Seeding és una pel·lícula de terror i thriller del 2023, protagonitzada per Scott Haze, Kate Lyn Sheil, Alex Montaldo i dirigida per Barnaby Clay. La pel·lícula segueix un home que es troba atrapat en un desert canó, on una dona viu fora de la xarxa, que està captiva d'un grup de nois sàdics. Ha estat subtitulada al català.
La pel·lícula es va estrenar al Festival de Cinema de Tribeca l'11 de juny de 2023, abans de ser estrenada als Estats Units el 26 de gener de 2024. La pel·lícula va rebre crítiques diverses de la crítica. Va rebre el premi a la millor actriu al LVI Festival Internacional de Cinema Fantàstic de Catalunya.

## Premissa
Un home es troba atrapat en un canyó del desert amb una dona que viu de manera autosuficient i que està captiva d'un grup de nois sàdics.

## Repartiment
- Scott Haze com a Wyndham Stone
- Kate Lyn Sheil com Alina
- Alex Montaldo com a Corvus
- Charlie Avink com a Orion
- Thatcher Jacobs com a Lepus
- Chelsea Jurkiewicz com a Caitlyn
- Harrison Middleton com a Crux
- Michael Monsour com a Arvo
- Soko com a Excursionista
- Aarman Touré com a Vela

## Llançament
The Seeding es va estrenar al Festival de Cinema de Tribeca l'11 de juny de 2023. El 20 de setembre de 2023, Magnet Releasing va adquirir els drets de distribució de la pel·lícula. La pel·lícula es va estrenar a les sales de cinema en format limitat i en PVOD el 26 de gener de 2024.

## Recepció

### Taquilla
La primera setmana, la pel·lícula es va estrenar a 18 sales de cinema i va guanyar 4.600 dòlars setmanals, ocupant-se en el lloc 61. A la segona setmana, va baixar del 91,9% i va guanyar 374 dòlars, ocupant-se en el lloc 66. El seu total brut va ser de 4.974 dòlars.

### Resposta crítica
La pel·lícula va rebre crítiques diverses. Al lloc web de l'agregador de ressenyes Rotten Tomatoes, el 56% de les crítiques de 36 ressenyes són positives, amb una valoració mitjana de 5,00/10. El consens del lloc web diu: "Una atmosfera rica i un grapat de moments genuïnament inquietants només són suficients esporàdicament per superar el ritme monòton i la manca de profunditat narrativa de The Seeding." Metacritic, que utilitza una mitjana ponderada, va assignar a la pel·lícula una puntuació de 47 sobre 100, basant-se en 7 crítiques o mitjanes, que indicaven "crítiques mixtes".
Phil Hoad de The Guardian va donar a The Seeding tres de cinc estrelles i va trobar que era una pel·lícula de terror visualment impactant amb una actuació convincent de Scott Haze, però assenyala que la trama se sent estirada i els personatges subdesenvolupats a mesura que el descens de Wyndham a la seva situació es desenvolupa amb massa facilitat. Simon Abrams de RogerEbert.com va donar a la pel·lícula dues estrelles de quatre i la va descriure com una "pel·lícula de terror desoladora" amb una forta fotografia d'ubicacions i moments inquietants, però finalment la troba repetitiva i emocionalment plana, lluitant per atraure els espectadors més enllà dels xocs superficials.
Oscar Goff de Boston Hassle va considerar que la pel·lícula era una experiència sensorial aclaparadora que captiva amb eficàcia a través de la seva atmosfera i visuals inquietants, fins i tot si la seva trama i la seva dinàmica dels personatges són una mica poc clares i subdesenvolupades, i finalment la considera una entrada memorable en el gènere de terror popular. Jordan Bond de Film Threat va donar a la pel·lícula un 8,5/10 i va oferir una crítica positiva, lloant la pel·lícula per la seva narració realista, esgarrifosa i immersiva que genera una sensació de por generalitzada sense dependre dels ensurts de salt, la qual cosa la converteix en una addició inquietant però que provoca reflexions al gènere de terror.